# Xã Wolverton, Quận Wilkin, Minnesota
Xã Wolverton (tiếng Anh: Wolverton Township) là một xã thuộc quận Wilkin, tiểu bang Minnesota, Hoa Kỳ. Năm 2010, dân số của xã này là 128 người.